# Chikkamudude, Kanakapura
Chikkamudude là một làng thuộc tehsil Kanakapura, huyện Ramanagara, bang Karnataka, Ấn Độ.